# Mont des Cats (bière)
Pour les articles homonymes, voir Mont des Cats (homonymie).
La Mont des Cats (prononcé [mɔ̃ dɛ ka]) est une bière trappiste brassée et embouteillée à l'abbaye Notre-Dame à Scourmont, près de Chimay en Belgique, par les pères trappistes pour le compte de l'abbaye du Mont-des-Cats située en France.
La « Mont des Cats » est une bière ambrée de 7,6 % vol., commercialisée depuis le 16 juin 2011.

## Histoire
Bien qu'historiquement, le brassage d'une bière trappiste à l'abbaye du Mont-des-Cats remonte à 1835, la mise en place de la loi sur la séparation des Églises et de l'État en 1905, porte un coup fatal à la production, car une partie du personnel émigre en Belgique, notamment à l'abbaye Saint-Sixte de Westvleteren. En outre, les bâtiments de la brasserie sont détruits lors d'un bombardement en 1918[réf. nécessaire]. 
Cette bière trappiste pourrait être la première en France à pouvoir arborer le logo Produit trappiste authentique (ATP). Toutefois cette autorisation ne peut lui être délivrée de façon définitive qu'à la condition d'être brassée à l'intérieur des murs de l'abbaye du Mont-des-Cats, ce qui n'est pas dans les projets de l'abbaye pour l'instant[réf. nécessaire]. Elle répond néanmoins aux critères pour le label Monastic.